# Mordechaï Podchlebnik
Mordechaï Podchlebnik (1907-1985) est un Juif polonais déporté au centre d'extermination de Chełmno, dont il s'évade en janvier 1942.

## Biographie
Lors de l'invasion de la Pologne par l'Allemagne, Mordechaï Podchlebnik a trente ans et vit à Kolo. Marié et père de deux enfants, il exerce la profession de marchand de bétail.
Après avoir vécu un an dans le ghetto de Bugaj, il est déporté à Chełmno, où il est affecté au Sonderkomando chargé de l'enfouissement des cadavres dans la forêt. Lors du déchargement d'un camion à gaz, il reconnaît les corps de sa femme et de ses enfants.
Après guerre, il s'établit en Israël. Il est témoin au procès d'Adolf Eichmann et apparaît dans le film Shoah de Claude Lanzmann.